# Dwupolówka

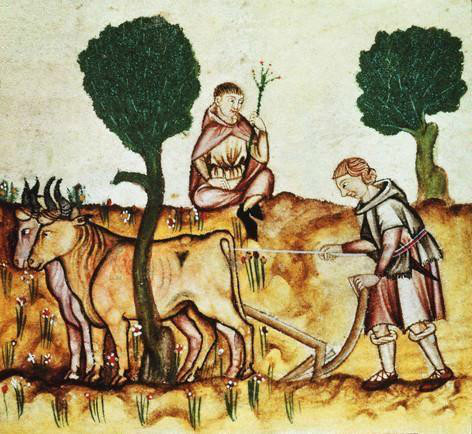
Uprawa roli w średniowieczu

Dwupolówka – przemienna forma uprawy dwóch pól. Jedno pole obsiewano zbożem jarym lub ozimym, a drugie ugorowano, aby zapobiec nadmiernemu wyjaławianiu gleby. W kolejnym roku uprawiano pole poprzednio ugorowane. Dwupolówka rozwinęła się w następstwie systemu żarowego. W Polsce dopiero w XIII wieku powoli zaczęła ustępować miejsca bardziej skomplikowanej trójpolówce.